# Codi compte client
El codi compte client (CCC) o número de compte bancari és un número utilitzat per les entitats financeres (bancs i caixes i cooperatives de crèdit) per a la identificació dels comptes dels seus clients. El codi compte client està format per vint dígits i el seu significat és el següent: Estructura del CCC: EEEE OOOO DD NNNNNNNNNN
- EEEE - Seqüència de quatre dígits - codi de l'entitat. Codi assignat a l'entitat financera on radica el compte segons el codi de registre de les entitats financeres.
- OOOO - Seqüència de quatre dígits - codi d'oficina. Codi de l'oficina en l'estructura de l'Entitat Financera.
- DD - Seqüència de dos dígits - dígits de control. Es generen a partir dels altres dígits del CCC, d'acord amb unes certes regles, i serveixen per a validar el CCC. El primer d'ells valida conjuntament els codis d'entitat i d'oficina; el segon, valida el número de compte.
- NNNNNNNNNN - Seqüència de deu dígits - número de compte. Número de Compte, s'hi inclouen tots els identificadors d'índole interna que l'entitat financera desitgi utilitzar, per a individualitzar cada compte en particular.